# شفرات المجد
شفرات المجد (بالإنجليزية: Blades of Glory)‏ هو فيلم تم إنتاجه في الولايات المتحدة سنة 2007.

## وصلات خارجية
- شفرات المجد على موقع IMDb (الإنجليزية)
- شفرات المجد على موقع ميتاكريتيك (الإنجليزية)
- شفرات المجد على موقع روتن توميتوز (الإنجليزية)
- شفرات المجد على موقع نتفليكس (الإنجليزية)
- شفرات المجد على موقع قاعدة بيانات الأفلام العربية
- شفرات المجد على موقع ألو سيني (الفرنسية)
- شفرات المجد على موقع Turner Classic Movies (الإنجليزية)
- شفرات المجد على موقع أول موفي (الإنجليزية)
- شفرات المجد على موقع بوكس أوفيس موجو (الإنجليزية)
- شفرات المجد على موقع فيلمافينيتي (الإسبانية)